# Зайон (Оклахома)
Зайон (англ. Zion) — переписна місцевість (CDP) в США, в окрузі Адер штату Оклахома. Населення — 30 осіб (2020).

## Географія
Зайон розташований за координатами 35°47′10″ пн. ш. 94°38′10″ зх. д. / 35.78611° пн. ш. 94.63611° зх. д. (35.786018, -94.636050).  За даними Бюро перепису населення США в 2010 році переписна місцевість мала площу 4,42 км², з яких 4,41 км² — суходіл та 0,01 км² — водойми.

## Демографія
Згідно з переписом 2010 року, у переписній місцевості мешкала 41 особа в 13 домогосподарствах у складі 11 родини. Густота населення становила 9 осіб/км².  Було 15 помешкань (3/км²).
Расовий склад населення:
| - 58,5 % — корінних американців - 31,7 % — білих |

До двох чи більше рас належало 9,8 %. Частка іспаномовних становила 0,0 % від усіх жителів.
За віковим діапазоном населення розподілялося таким чином: 19,5 % — особи молодші 18 років, 58,5 % — особи у віці 18—64 років, 22,0 % — особи у віці 65 років та старші. Медіана віку мешканця становила 44,5 року. На 100 осіб жіночої статі у переписній місцевості припадало 86,4 чоловіків;  на 100 жінок у віці від 18 років та старших — 73,7 чоловіків також старших 18 років.
Середній дохід на одне домашнє господарство  становив 88 158 доларів США (медіана — 83 333), а середній дохід на одну сім'ю — 101 410 доларів (медіана — 84 167). 
Цивільне працевлаштоване населення становило 21 осіб. Основні галузі зайнятості: освіта, охорона здоров'я та соціальна допомога — 23,8 %, роздрібна торгівля — 19,0 %, сільське господарство, лісництво, риболовля — 19,0 %.